# Doedicurus
Doedicurus clavicaudatus – ogromny prehistoryczny pancernik, największy przedstawiciel glyptodonów (Glyptodontinae). Występował w Ameryce Południowej od 2 mln lat, później po połączeniu kontynentów w Ameryce Północnej. Ten przedstawiciel megafauny osiągał 1,5 m wysokości, 4 m długości i wagę do 2 ton. Przypominał czołg. Okryty był keratynowym pancerzem i hełmem o łącznej masie 400 kg. Potężnymi łapami rozkopywał ziemię. Miał bardzo silne zęby. Na końcu ogona miał duży wyrostek przypominający maczugę. Wyginął 11 tys. lat temu.

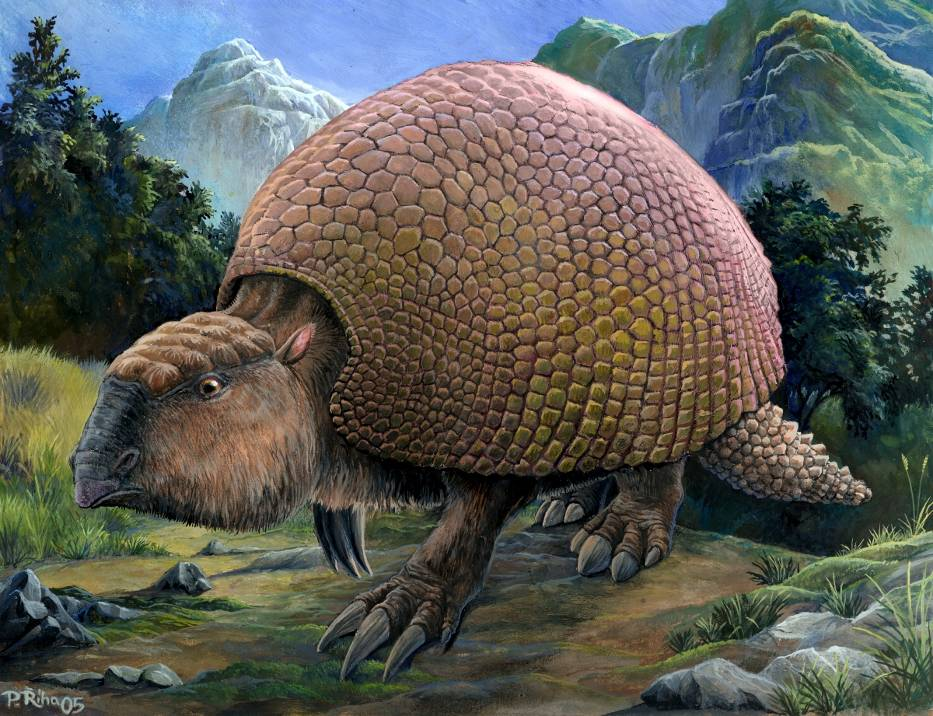